# Tavastšerna
Tavastšerna [tavastšérna] ima več pomenov.

## Osebnosti
Priimek več osebnosti (rusko Тавастше́рна). Priimek izhaja iz finsko-švedskega dvora. Prvi nosilec je bil Erik Tavast, ki je izhajal iz veje družine Tavast (Tawast), in živel leta 1687 na območju mesta Åbo. Uradni status je družina dobila leta 1689 in so jo v Švedsko viteško družino registrirali pod zaporedno številko 1107. Na Finskem so jo registrilali leta 1818 pod številko 81.
- Kiril Nikolajevič Tavastšerna (1921—1982), ruski astronom.